# Alba 1500
L'Alba 1500 è un'autovettura sportiva realizzata dall'industria portoghese Alba nel 1952.

## Sviluppo
La vettura, prima ad essere sviluppata dal proprietario della fabbrica Augusto Martins Pereira, venne concepita per prendere parte ad alcune competizioni che si svolgevano sul territorio nazionale portoghese. 

## Tecnica
Progettata con la collaborazione di Francisco Corte Real Pereira e Ângelo de Oliveira e Costa, l'Alba 1500 era stata costruita impiegando il telaio tubolare di una Fiat 508C ricoperto da un corpo vettura in alluminio in configurazione barchetta ed era fornita di un propulsore Fiat da 1.089 cm³. Le sospensioni erano del tipo Gregoire.
Successivamente, nel 1954, il motore Fiat venne sostituito da un'unità 4 cilindri progettato sulla base del motore Fiat 1.100 ma ispirato al motore Maserati Twin Cam da 1.500 cm³, alimentato da due carburatori Solex 36.

## Attività sportiva
La 1500 venne portata in gara per la prima volta nel 1952, quando conseguì il secondo posto di classe nel suo GP d'esordio presso il Circuito de Vila do Conde. Nello stesso anno venne ottenuto il secondo posto nella gara di Monsanto. 
Nel 1953 la vettura ottenne la vittoria nella classe 1100 al GP del Circuito Internacional do Porto, mentre nel 1954 conquista il rally della montagna A Mundial e nel 1955 il rally di Guimarães e il rally di Vinho do Porto presso Régua.